# Lephana excisata
Lephana excisata är en fjärilsart som beskrevs av William James Kaye 1924. Lephana excisata ingår i släktet Lephana och familjen nattflyn. Inga underarter finns listade i Catalogue of Life.